# Calomera aphrodisia
Calomera aphrodisia es una especie de escarabajo del género Calomera, familia Carabidae. Fue descrita científicamente por Baudi di Selve en 1864.
Esta especie habita en Sicilia (Italia), Grecia, Israel, Palestina, Líbano, Siria y Chipre.